# Daniel Cotta
Daniel Cotta Lobato (Málaga, 1974) es un poeta y novelista español. Licenciado en Filosofía y Letras (Filología Hispánica) por la Universidad de Málaga, ejerce actualmente la docencia en la ciudad de Córdoba, donde reside. 

## Reseña biográfica
Compagina su labor como profesor de Lengua Castellana y Literatura en el instituto IES Alhaken II (Córdoba) con su vocación literaria. Dedicado desde muy temprano a la literatura, su primera publicación no ve, sin embargo, la luz hasta la tardía fecha de 2012, con la novela Videojugarse la vida (Ed. Funambulista). A esta obra le sucedieron ocho títulos más que alternan la poesía con la narración.
Su poesía, sin renunciar al ritmo musical ni a la búsqueda de la belleza, sostiene un tono intenso y emotivo en una búsqueda continua de la sencillez. En este sentido, sus poemarios más destacados son: 
- Alpinistas de Marte (Pre-Textos, 2020): Es un inusual poemario sobre el sistema solar, las estrellas, los agujeros negros… Todo ello entreverado con episodios de lo que podría titularse una historia amorosa
- Alumbramiento (Adonáis, 2021): Entona un intenso y emotivo salmo de alabanza a Dios a través de la belleza del hombre, de la naturaleza y del universo.
- El beso de buenas noches (Renacimiento, 2020): Es un único y extenso poema que, partiendo del ritual de despedida nocturno que supone en la familia el beso de buenas noches, traza una reflexión sobre el amor, la soledad, los hijos, la muerte y la esperanza.
- Dios a media voz (Gollarín, 2019): Concebido también como un único poema, el libro construye el itinerario de un alma en confrontación con el dolor. Partiendo de un reproche inicial a Dios, el yo poético evoluciona hacia la aceptación y el gozo final de su comunión con el ser supremo.

Lo más destacable de su obra teatral es el estreno el 2 de junio de 2023 en la Mezquita-Catedral de Córdoba de Effetá, el primer auto sacramental verdaderamente ortodoxo escrito en 268 años.  

## Obras
Novela:
- Videojugarse la vida (Madrid, Funambulista, 2012)
- Verdugos de la media luna (Córdoba, Almuzara, 2018)
- El duende de los videojuegos (Sevilla, Premium, 2019)
- La luz superviviente (Sevilla, Premium, 2022)
- Alma in vitro (Madrid, Homo Legens, 2022)

Poesía:
- Beethoven explicado para sordos (Diputación de Córdoba, 2016)
- Alma inmortalmente enferma (DeTorres Editores, 2017)
- Como si nada (Jerez de la Frontera, Libros Canto y Cuento, 2017)
- Dios a media voz (Caravaca de la Cruz, Gollarín, 2019)
- El beso de buenas noches (Sevilla, Renacimiento, 2020)
- Alpinistas de Marte (Valencia, Pre-Textos, 2020)
- Alumbramiento (Madrid, Adonáis, 2021)
- Donde más amanece (Madrid, Fundación Rielo, 2022)
- Cor, cordis, Córdoba (DeTorres Editores, 2024)
- Dios a media voz + Caras y cruces (CTEA, 2024)
- Aquí, entre nosotros (Númenor, 2025)

Teatro:
- Amniótica (Jerez de la Frontera, 2020)
- Effetá (Madrid, Biblioteca de Autores Cristianos, 2023)

Ensayo:
- El arte a juicio, en colaboración con Enrique Gallud Jardiel (Madrid, Éride, 2021)
- Te cuento y no acabo (Madrid, Pie de Página, 2022)
- Historia secreta de la literatura española (Almuzara, 2024)

## Distinciones
- XXII Premio de Poesía Rosalía de Castro (2015)
- XXXIII Certamen Literario Francisco de Quevedo (2013)
- XXIII Premio de Poesía Antonio Oliver Belmás (2019)
- I Premio de Poesía Mística San Juan de la Cruz (2019)
- VI Premio de Narrativa Infantil y Juvenil Diputación de Córdoba (2018)
- XLI Premio Fernando Rielo de Poesía Mística (2021)
- 4º Premio en la I edición de los Premios Puy du Fou de Relato Histórico (2025)